# Acanthomyrmex dusun
Acanthomyrmex dusun är en myrart som beskrevs av Wheeler 1919. Acanthomyrmex dusun ingår i släktet Acanthomyrmex och familjen myror. Inga underarter finns listade i Catalogue of Life.